# Delwa Kassiré Coumakoye
Pour les articles homonymes, voir Kassiré.
Nouradine Delwa Kassiré Coumakoye, né le 31 décembre 1949 à Bongor (Tchad), est un homme politique tchadien. Il est Premier ministre du Tchad du 6 novembre 1993 au 8 avril 1995 et du 26 février 2007 au 16 avril 2008.

## Biographie
Il occupe plusieurs fois des postes ministériels sous les régimes d'Hissène Habré, puis d'Idriss Déby. Il est le fondateur du parti VIVA RNDP (Rassemblement national pour le développement et le progrès).
Jusqu'au 7 mai 2018, il est le vice-président de l'Assemblée nationale du Tchad. Depuis cette date, il est nommé ministre d’État conseiller à la Présidence du premier gouvernement de la IVe République du Tchad.